# Bezirksgericht Šiauliai

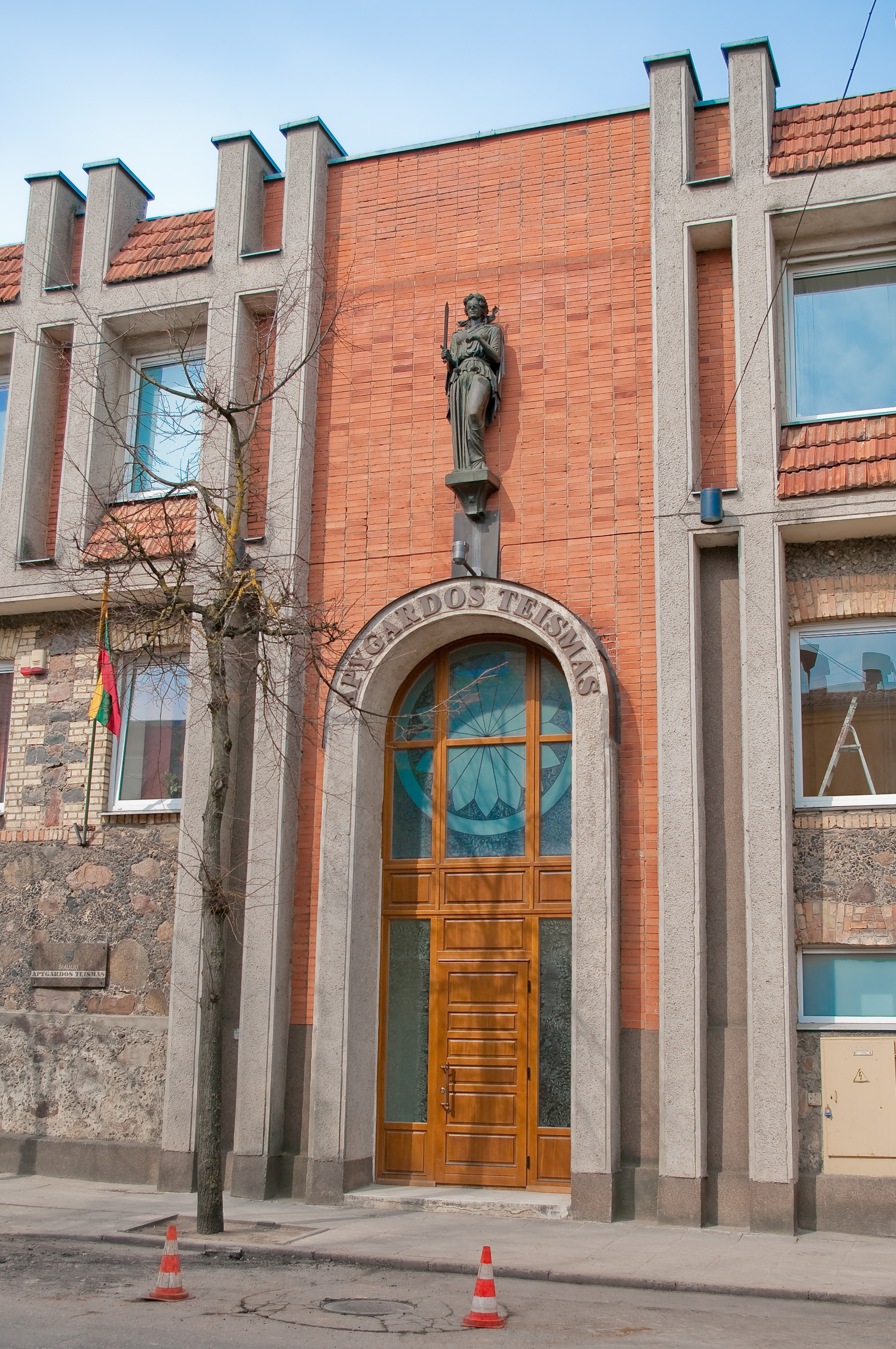
Gerichtseingang

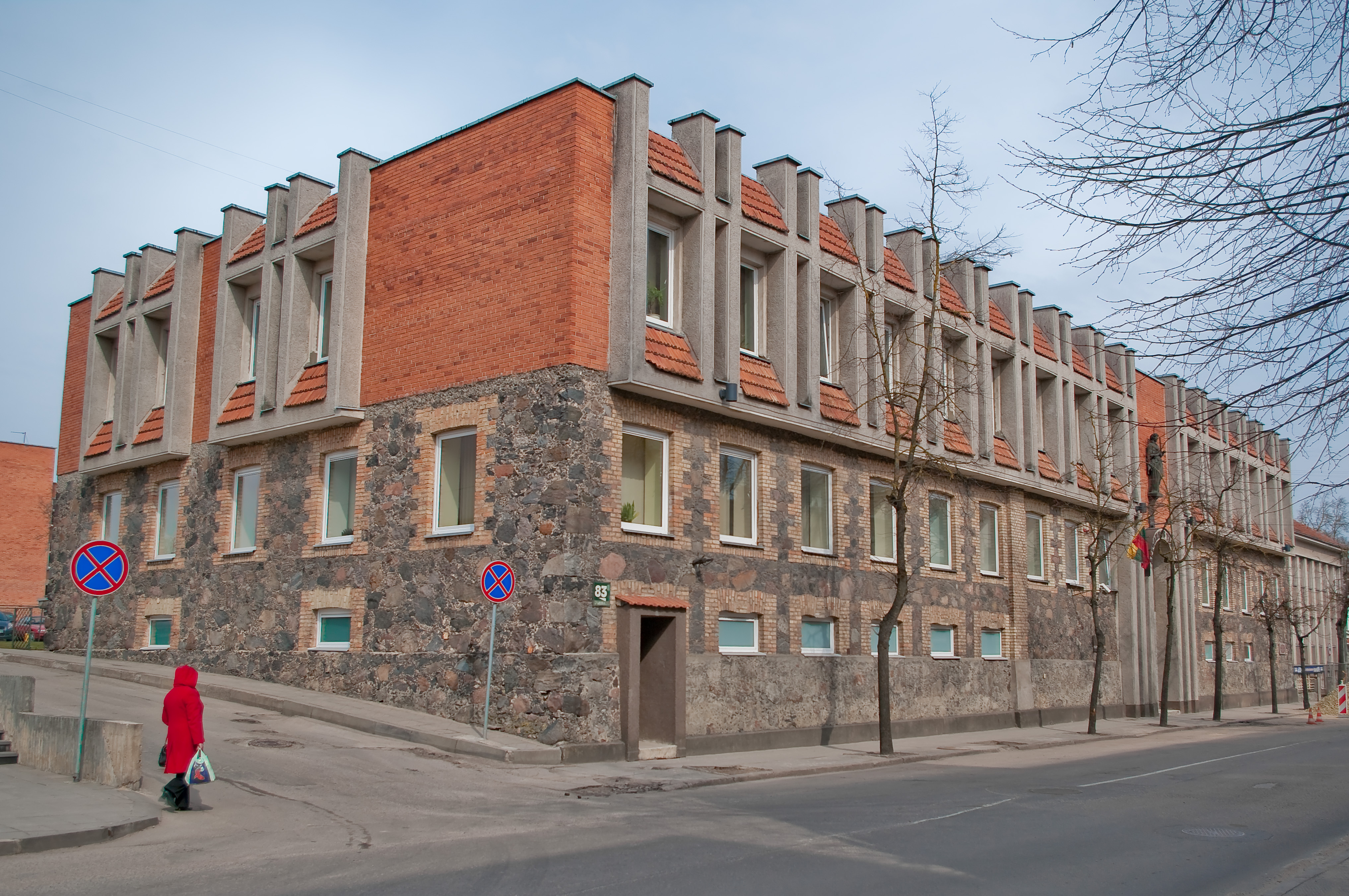
Gerichtsgebäude (Dvaro g. 83)

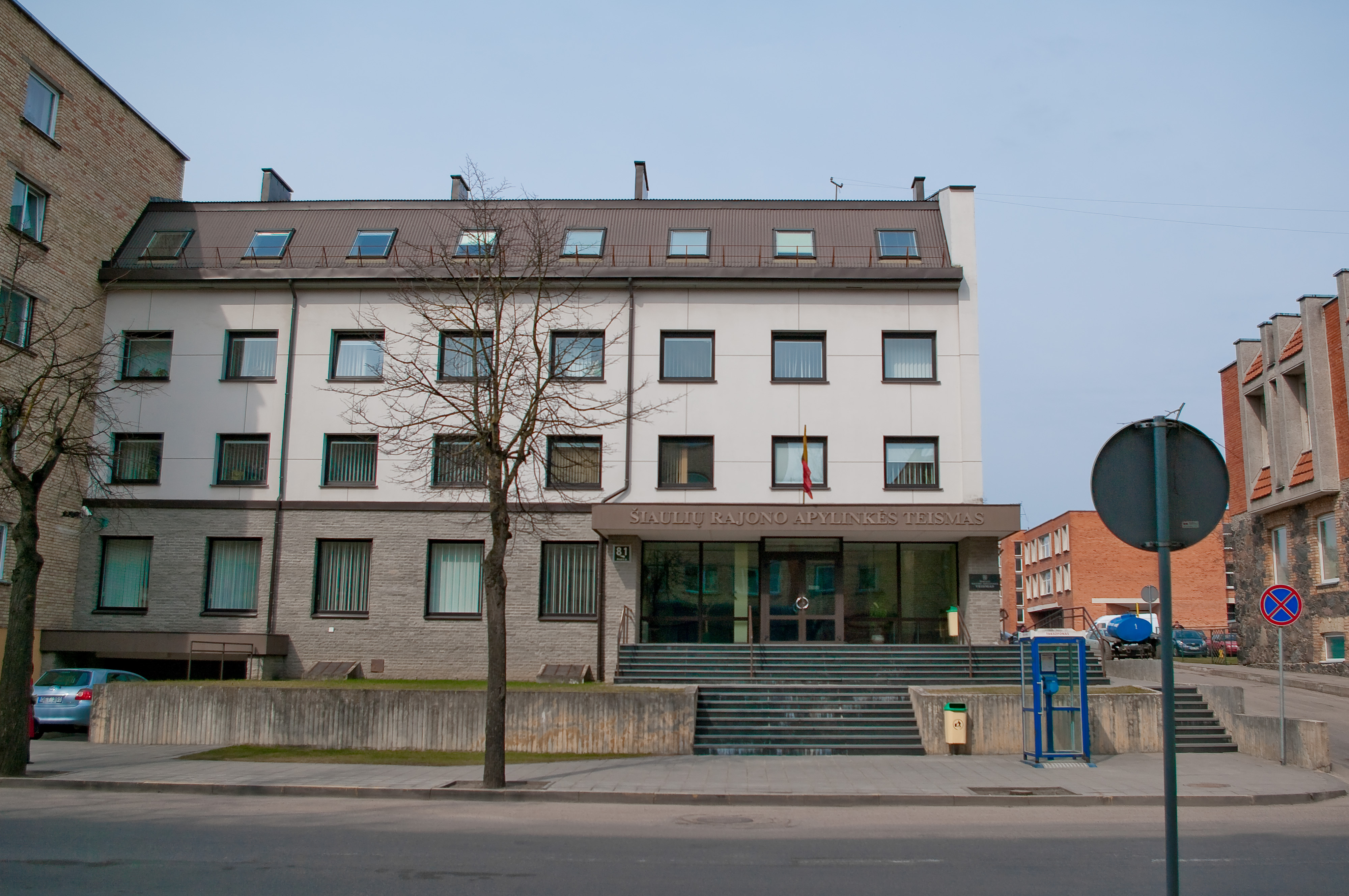
Bezirksgericht Šiauliai als Gericht der 2. Instanz ist zuständig für die Entscheidungen von 10 nordlitauischen Kreisgerichten (Photo: Kreisgericht Šiauliai, Dvaro g. 81, neben dem Bezirksgericht Šiauliai)

Das Bezirksgericht Šiauliai (lit. Šiaulių apygardos teismas) ist der viertgrößte der fünf Apygardos teismas in Litauen. Der Sitz ist in der nordlitauischen Großstadt Šiauliai (126.000 Einwohner).

## Struktur
Es gibt zwei Abteilungen: eine der Strafsachen (Vorsitzende Irena Ivanovienė) und eine der Zivilsachen (Vorsitzende Petras Rimantas Brazys).

## Gerichtspräsidenten
Seit 2001 Gerichtsvorsitzender ist Boleslovas Kalainis (* 1959).

## Geschichte
Der Bezirk des Gerichts Šiauliai wurde 1775 mit dem Seimas-Gesetz der Republik Beider Nationen gegründet. In der Sowjetzeit der Litauischen SSR gab es ein Kreisvolksgericht.

## Untergeordnete Kreisgerichte
Das Bezirksgericht Šiauliai ist das Gericht der 2. Instanz für Entscheidungen der nordlitauischen Kreisgerichte:
| - Kreisgericht Akmenė, Akmenė - Kreisgericht Joniškis, Joniškis - Kreisgericht Kelmė, Kelmė - Kreisgericht Mažeikiai, Mažeikiai | - Kreisgericht Pakruojis, Pakruojis - Kreisgericht Radviliškis, Radviliškis - Kreisgericht Raseiniai, Raseiniai | - Kreisgericht Telšiai, Telšiai - Kreisgericht Šiauliai, Rajon Šiauliai - Stadtkreisgericht Šiauliai, Stadt Šiauliai. |